# John Shipley
John Warren Shipley, baron Shipley, (né le 5 juillet 1946) est un pair à vie siégeant comme libéral-démocrate à la Chambre des lords. Il est chef du conseil municipal de Newcastle entre 2006 et 2010.

## Biographie
Il est élu au conseil municipal de Newcastle en 1975 en tant que conseiller, avant de devenir chef de l'opposition entre 1988 et 1998. Il est chef du conseil de 2006 à 2010. En 2010, il devient vice-président de l'Association des collectivités locales.
Il se présente en tant que candidat libéral pour Blyth aux élections de février et d'octobre en 1974, puis pour Hexham en 1979, et en tant que candidat de l'Alliance libérale/SDP pour Newcastle upon Tyne North aux élections générales de 1983 et 1987.
Dans les honneurs du Nouvel An 1995, Shipley est nommé Officier de l'Ordre de l'Empire britannique.
Il est créé pair à vie en tant que baron Shipley de Gosforth le 14 juillet 2010. Il est porte-parole des libéraux-démocrates au Parlement, faisant partie des équipes de premier plan de Jo Swinson et Vince Cable entre 2017 et 2019.